# Leptopus chinensis
Leptopus chinensis là một loài thực vật có hoa trong họ Diệp hạ châu. Loài này được (Bunge) Pojark. mô tả khoa học đầu tiên năm 1960.